# Petras Kazys Makrickas
Petras Kazys Makrickas ist ein litauischer Straßen-Bauingenieur, Politiker, Vizeminister und sowjetlitauischer Verkehrsminister.

## Biografie
Sein Vater war Kostas Makrickas.
Petras Kazys Makrickas absolvierte das Diplomstudium als Ingenieur des Bauingenieurwesens.
Von 1966 bis 1977 war er Stellvertreter des Ministers für Automobiltransport und Fernstraßen. Ab dem 1. Juni 1988 arbeitete er als Verkehrsminister von Sowjetlitauen. Am 25. April 1990 ernannte ihn die litauische Premierministerin Kazimira Prunskienė zum Vizeminister am Verkehrsministerium Litauens. Makrickas arbeitete als Stellvertreter des Verkehrsministers Jonas Biržiškis im Kabinett Prunskienė.

## Ehrung
- Verdienter Ingenieur von Sowjetlitauen (1984)[3]